# Bűnügyi film
A bűnügyi film vagy krimi filmművészeti műfaj, amit a hasonló nevű irodalmi műfaj, a bűnügyi regény ihletett. Bűnügyi filmek 1900-tól a mai napig készülnek.
A bűnügyi film egyik gyakori motívuma, hogy az elítélt tévedésből vagy félrevezetés következtében, ártatlanul kerül börtönbe. Így a néző erkölcsi érzéke az elítélt mellé áll, és felmentést ad számára, hogy az igazság érdekében túljárjon a fogvatartói eszén, erőszakot alkalmazzon, megszökjön a börtönből, és igazságot szolgáltasson a maga számára.
Ennek sok klasszikus elődje van, például a Monte Cristo grófja című regény.

## Alműfajok

### Bűnügyi akció
A bűnügyi akciófilmek azok, amelyekben nemcsak nyomozás és/vagy bűnözés, hanem erőszak is szerepel. Ilyen például a Halálos iramban filmsorozat.

### Bűnügyi vígjáték
A bűnügyi vígjáték a bűnügyi film és a filmvígjáték hibridje, amely a bűnügyi film konvencióit, és a humor aspektusait is tartalmazza. A műfaj népszerűsége újjáéledt az 1990-es évek független filmjeiben, amelyek a krimi thriller kliséit komikus irányzatokkal ötvözték, így nagyobb népszerűségre tettek szert.

### Bűnügyi dráma
A bűnügyi drámák olyan filmek, amelyek a bűnözők erkölcsi dilemmáira összpontosítanak. Ezek különböznek a krimi -thrillerektől, mivel a filmek általában a bűnözői világ erősebb és valósághűbb ábrázolására összpontosítanak. Időnként ezek a filmek a bűnügyi thriller elevenebb alkotóelemeivel kezdődnek, mint például  A Keresztapa, a Nagymenők és a Volt egyszer egy Amerika.

### Bűnügyi thriller
A bűnügyi thrillerek a sikeres és sikertelen bűncselekmények izgalmas elemeire összpontosítanak. A rendőrségi eljárásokkal szemben a történet inkább a bűnözőre vagy bűnözők csoportjára fúkuszál, mint a bűnügy kinyomozására. Ezek a filmek általában erőszakos jeleneteket, rablásokat és gyilkosságokat mutatnak.

### Gengszterfilm
Lásd még: Jakuza film
A gengszterfilmek olyan filmek, amelyek a gengszterek bűnözői tevékenységét mutatják, gyakran hőssé emelik őket történetükben. A gengszterfilm a filmek legrégebbi műfajai közé tartozik, példák rá az Underworld, A kis cézár és A sebhelyes arcú.  A második világháború után ezek a filmek egyre erőszakosabbak és fenyegetőbbek lettek. Ilyen műfajú filmek az Egyesült Államokon kívül is készülnek, például Hongkongban, Japánban és Franciaországban.

### Heist film
A heist film olyan bűnügyi alműfaj, amiben általában bankrablók szerepelnek. A film nagy értékek (gyémánt, arany, értékpapír stb.) vagy nagyobb összegű pénz elrablásáról, a rablás előzetes, precíz megtervezéséről, előkészítéséről, majd a menekülésről és a rablók közötti osztozkodásról szól. Erkölcsi motívumok is lehetnek a rablás indítékai között, így a rablás jóvátétellé válhat.
Példa: Az olasz meló.

### Börtönfilm
A börtönfilm egyfajta krimi, amely a börtönök nehéz életkörülményeire összpontosít, valamint alkalmanként a börtönön kívüli élethez alkalmazkodó fogvatartottakra. Gyakori motívum a börtönből való szökés, amit jogosnak lehet tekinteni, ha az elítélt tévedésből került börtönbe, vagy valamilyen nemes feladata van a kinti világban.

## Fordítás
- Ez a szócikk részben vagy egészben  a   Crime film című angol Wikipédia-szócikk fordításán alapul.  Az eredeti cikk szerkesztőit annak laptörténete sorolja fel. Ez a jelzés csupán a megfogalmazás eredetét és a szerzői jogokat jelzi, nem szolgál a cikkben szereplő információk forrásmegjelöléseként.